# Margret Hagerup

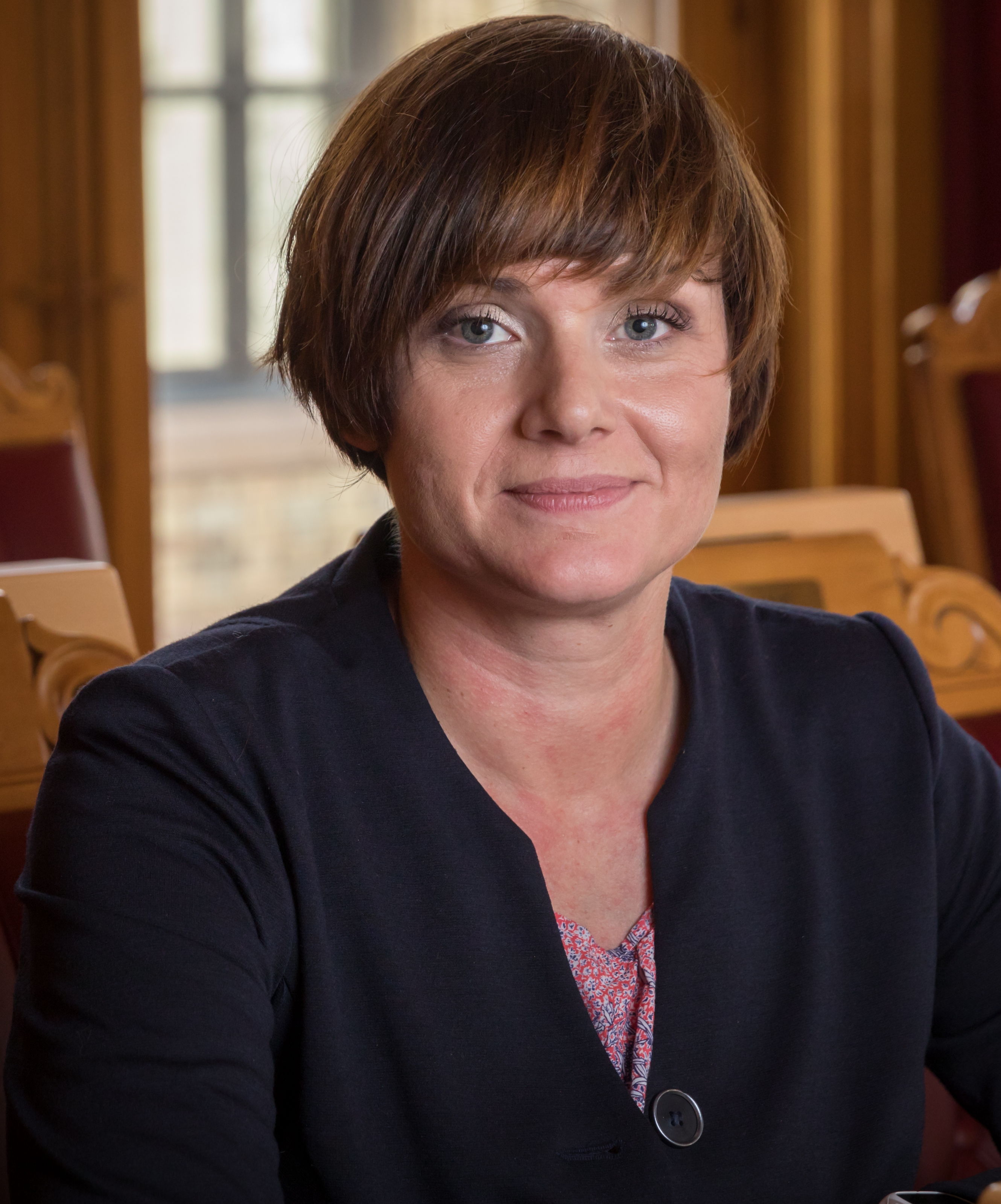
Margret Hagerup, 2017

Margret Hagerup (* 8. Juni 1980 in Time) ist eine norwegische Politikerin der konservativen Partei Høyre. Seit 2017 ist sie Abgeordnete im Storting.

## Leben
Hagerup war von 2001 bis 2004 als Chefin eines Supermarkts tätig. Anschließend begann sie bei einem Logistikunternehmen zu arbeiten. In den Jahren 2005 bis 2011 studierte sie unter anderem Personalführung an der Universität Stavanger und sie erhielt schließlich einen Masterabschluss. In den Jahren 2011 bis 2017 saß sie im Kommunalparlament von Time.
Hagerup zog bei der Parlamentswahl 2017 in das norwegische Nationalparlament Storting ein. Dort vertritt sie den Wahlkreis Rogaland und wurde zunächst Mitglied im Ausschuss für Arbeit und Soziales. Nach der Wahl 2021 wechselte sie in den Bildungs- und Forschungsausschuss und sie wurde Mitglied im Fraktionsvorstand ihrer Partei.